# Cratere Aeneas
Aeneas è un cratere presente sulla superficie di Dione, uno dei satelliti di Saturno; deve il nome ad Enea, l'eroe dell'Eneide, figlio di Anchise e Venere e membro della famiglia reale di Troia.
È la struttura eponima della maglia cui appartiene.